# Marco De Gregorio

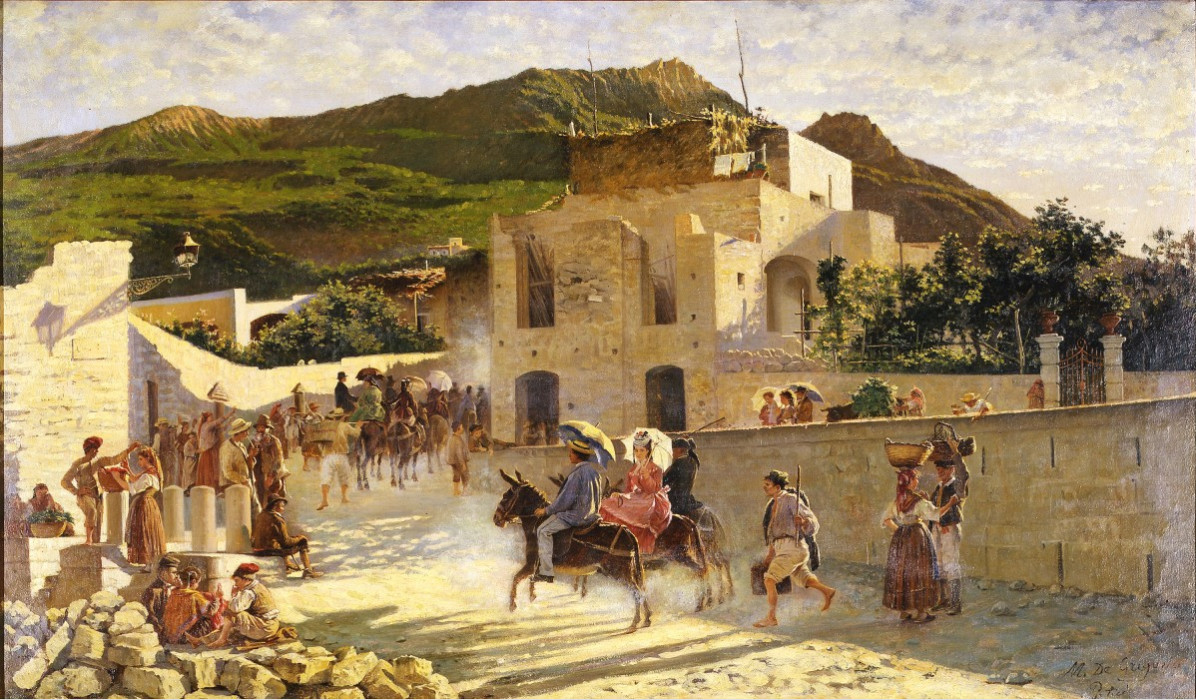
Rue à Capri, 1867
Galleria d'Arte Moderna, Florence

Marco De Gregorio, né en 1829 à Ercolano et mort en 1876 dans la même ville, est un peintre italien de l'école napolitaine.

## Biographie
Marco De Gregorio fréquente l'Accademia di belle arti di Napoli, où il suit les cours de Camillo Guerra.
En 1858, dans sa maison de Portici, il accueille le peintre paysagiste Federico Rossano.
À partir de 1863, les deux amis peintres, avec le jeune Giuseppe De Nittis originaire des Pouilles et le toscan Adriano Cecioni, ils créent le mouvement artistique appelé École de Resìna, auquel se sont joints divers artistes, dont Raffaele Belliazzi, Alceste Campriani, Antonino Leto et Eduardo Dalbono.
Les motifs de la peinture de l'école Resìna au raffinement chromatique, étaient similaires à ceux de l'école toscane de Pergentina, à laquelle appartenaient Raffaello Sernesi, Giuseppe Abbati et Silvestro Lega. 
En 1872, il se rend à Florence pour nouer des relations plus étroites avec les Macchiaioli, qu'Adriano Cecioni lui avait fait connaître.

## Œuvres
Sa peinture se distingue par une vision sobre et sévère, presque archaïque. 

Ses œuvres les plus célèbres, réalisées dans les années soixante et soixante-dix, sont Veduta di Porta Grande et Veduta di Casacalenda, toutes deux exposées au Musée de Capodimonte à Naples, Marché arabe à la Galerie Accademia (Naples) et Capri à la Galerie d'Art Moderne de Florence dans le Palais Pitti. D'autres œuvres sont conservées à Naples, au Musée San Martino.
- Rue de Capri, 1867[2]
- Vue de Casacalenda, vers 1867, huile sur toile[3]
- Porta Granda à Capodimonte, vers 1867, huile sur toile[3]
- Turcs en train de fumer, vers 1873, huile sur toile[3]